# 保伊尼
07°42′50″S 66°58′33″W / 7.71389°S 66.97583°W
保伊尼（葡萄牙語：Pauini）是巴西的城鎮，位於該國北部，由亞馬遜州負責管轄，始建於1956年3月19日，面積41,610平方公里，海拔高度100米，2014年人口19,265，人口密度每平方公里0.44人。